# Barbarernas hämnd
Barbarernas hämnd är en amerikansk film från 1985.

## Handling
Den grymma drottningen Gedren (Sandahl Bergman) låter mörda Sonjas (Brigitte Nielsen) föräldrar. En mystisk uppenbarelse ger Sonja övernaturliga krafter och en chans till hämnd. Under sin jakt efter Gedren möter Sonja Kalidor (Arnold Schwarzenegger).

## Om filmen
Barbarernas hämnd är regisserad av Richard Fleischer som året innan regisserade den snarlika fantasyfilmen Conan förgöraren med Schwarzenegger. Filmen är baserad på Marvel Comics serier med Röda Sonja, som utspelar sig i samma värld som Robert E. Howards berättelser om Conan.

## Rollista
- Brigitte Nielsen - Red Sonja
- Arnold Schwarzenegger - Kalidor
- Sandahl Bergman - Drottning Gedren
- Paul L. Smith - Falkon
- Ernie Reyes Jr. - Prins Tarn
- Ronald Lacey - Ikol
- Pat Roach - Brytag
- Janet Ågren - Varna